# Truly Madly Deeply (Cascada)
Truly Madly Deeply è un brano del gruppo tedesco Cascada dall'album del 2007 Everytime We Touch. La canzone è una cover dance-pop e trance della canzone Truly Madly Deeply del 1997 cantata dal gruppo musicale Savage Garden. Esiste una canzone in versione lenta, con delle sonorità di una ballata. Entrambe le versioni della canzone sono contenute nella versione inglese dell'album. Il singolo fu inizialmente reso disponibile esclusivamente per gli utenti statunitensi di iTunes il 27 febbraio, il CD singolo fu poi pubblicato il 13 marzo 2007.

## Tracce
UK CD single
I part
1. Truly Madly Deeply - 2:57
2. Everytime We Touch - 3:19

II part
1. Truly Madly Deeply - 2:57
2. Truly Madly Deeply (album version) – 4:14
3. Truly Madly Deeply (club mix) – 4:34
4. Truly Madly Deeply (Styles & Breeze remix) – 5:03
5. Truly Madly Deeply (Thomas Gold remix) – 8:32
6. Truly Madly Deeply (DJ Bomba & El Senor remix) – 6:49
7. Truly Madly Deeply (Frisco Remix) – 6:07

German single
12" inch
1. Truly Madly Deeply (2-4 Grooves Remix) – 6:00
2. Truly Madly Deeply (Thomas Gold Remix) – 8:29

CD single
1. Truly Madly Deeply – 2:55
2. Truly Madly Deeply (Thomas Gold radio edit) – 3:36
3. Truly Madly Deeply (2-4 Grooves radio edit) – 3:27
4. Truly Madly Deeply (album version) – 4:12
5. Truly Madly Deeply (Candy radio edit) – 3:18

US 12" inch single
1. Truly Madly Deeply – 2:58
2. Truly Madly Deeply (album version) – 4:12
3. Truly Madly Deeply (Thomas Gold radio edit) – 3:38
4. Truly Madly Deeply (Tune Up! radio edit) – 2:58
5. Truly Madly Deeply (Thomas Gold remix) – 8:30
6. Truly Madly Deeply (UK club mix) – 4:34
7. Truly Madly Deeply (Tune Up! remix) – 4:35
8. Truly Madly Deeply (Styles & Breeze remix) – 4:58
9. Truly Madly Deeply (DJ Bomba & El Senor remix) – 6:48
10. Truly Madly Deeply (Frisco remix) – 6:00

Australian single
1. Truly Madly Deeply (2-4 Grooves Radio Edit) – 3:30
2. Truly Madly Deeply (UK radio edit) – 2:54
3. Truly Madly Deeply (radio pop mix) – 4:14
4. Truly Madly Deeply (Ivan Filini Radio Edit) – 3:07
5. Truly Madly Deeply (album version) - 4:10
6. Truly Madly Deeply (Styles & Breeze Remix) – 5:03
7. Truly Madly Deeply (Tune Up! Remix) – 4:35
8. Truly Madly Deeply (DJ Bomba & El Senor Remix) – 6:49
9. Truly Madly Deeply (Thomas Gold Remix) – 8:30

## Classifiche
| Classifica (2006-2007)            | Posizione massima |
| --------------------------------- | ----------------- |
| Australia                         | 39                |
| Austria                           | 22                |
| Belgio (Fiandre)                  | 10                |
| Belgio (Vallonia)                 | 25                |
| Europa                            | 14                |
| Finlandia                         | 16                |
| Germania                          | 26                |
| Irlanda                           | 3                 |
| Top 40 Paesi Bassi                | 29                |
| Top 100 Paesi Bassi               | 25                |
| Regno Unito                       | 4                 |
| Stati Uniti (Global Dance Tracks) | 10                |
| Stati Uniti (Hot Dance Airplay)   | 7                 |
| Svezia                            | 11                |

## Date di pubblicazione
| Paese       | Data             | Formato    | Etichetta             |
| ----------- | ---------------- | ---------- | --------------------- |
| Regno Unito | 31 gennaio 2006  | CD singolo | Zooland               |
| Germania    | 14 febbraio 2006 | 12-inch    | Zooland               |
| Germania    | 2 marzo 2006     | 12-inch    | Zeitgeist             |
| Stati Uniti | 13 marzo 2006    | 12-inch    | Robbins Entertainment |
| Germania    | 6 aprile 2006    | CD singolo | Zeitgeist             |